# Grzegorz (Grabbe)
Grzegorz, imię świeckie Jurij (Gieorgij) Pawłowicz Grabbe (ur. 26 marca?/8 kwietnia 1902 w Petersburgu, zm. 7 października 1995 w Elmwood Park) – rosyjski biskup prawosławny służący w jurysdykcji Rosyjskiego Kościoła Prawosławnego poza granicami Rosji.

## Życiorys

### Wczesna działalność
Był synem hrabiego Pawła Grabbe i jego żony Anastasiji. Ukończył sześć klas gimnazjum. W wieku osiemnastu lat razem z rodzicami emigrował do Konstantynopola, a stamtąd do Belgradu, gdzie zdał egzamin dojrzałości. Podjął następnie pracę w monarchistycznej gazecie rosyjskiej „Gołos wiernopoddannogo” oraz w oficjalnym piśmie Rosyjskiego Kościoła Prawosławnego poza granicami Rosji „Cerkownyje wiedomosti”. Równocześnie w latach 1923-1926 studiował teologię na Wydziale Teologicznym Uniwersytetu Belgradzkiego.
W 1926 przeniósł się do majątku ojca na Wołyniu i podjął pracę w piśmie Polskiego Autokefalicznego Kościoła Prawosławnego „Woskriesnoje cztienije”. W 1931 przyjął chirotesję lektorską z prawem do wygłaszania kazań.

### Kierownik kancelarii rosyjskiej Cerkwi zagranicznej
Jeszcze w tym samym roku wrócił do Belgradu i na zaproszenie Pierwszego Hierarchy Rosyjskiego Kościoła Prawosławnego poza granicami Rosji metropolity Antoniego objął zarząd kancelarii Kościoła. Poza sesjami Synodu faktycznie zarządzał kancelarią i miał znaczny wpływ na funkcjonowanie Kościoła. W 1935 opracował projekt wewnętrznego statutu Kościoła. Zakładał on centralizację organizacji religijnych emigracji rosyjskiej. Podczas II wojny światowej utrzymywał w imieniu Kościoła kontakty z władzami III Rzeszy.
12 czerwca 1944 metropolita berliński i niemiecki Serafin wyświęcił go na kapłana. W 1944 Gieorgij Grabbe kierował ewakuacją kancelarii synodalnej z Belgradu do Wiednia, a następnie do Karlowych War. Od maja 1945 przebywał w Monachium. W 1947 otrzymał godność protoprezbitera. Reprezentował zwierzchnika Rosyjskiego Kościoła Prawosławnego poza granicami Rosji metropolitę Anastazego na rozmowach z egzarchą patriarchy Konstantynopola dla parafii tradycji rosyjskiej Włodzimierzem. Zakończyły się one niepowodzeniem; obie struktury funkcjonowały nadal niezależnie od siebie.
W 1951 emigrował do Nowego Jorku razem z całym Synodem Rosyjskiego Kościoła Prawosławnego poza granicami Rosji. Od 1956 zajmował się wydawaniem oficjalnego organu prasowego Cerkwi Zagranicznej, „Cerkownej żyzni”.
Odegrał znaczącą rolę w ukształtowaniu się skrajnie krytycznego stanowiska Rosyjskiego Kościoła Prawosławnego poza granicami Rosji wobec Patriarchatu Moskiewskiego i ekumenizmu na przełomie lat 50. i 60. XX wieku. Z jego inicjatywy w 1959 Sobór Biskupów Cerkwi Zagranicznej ustanowił obowiązek składania przez byłych kapłanów Patriarchatu Moskiewskiego, przechodzących w jej jurysdykcję, uroczystego wyrzeczenia się „bezprawnych działań” hierarchii Cerkwi rosyjskiej. Po wstąpieniu przez Rosyjski Kościół Prawosławny do Światowej Rady Kościołów oskarżył Cerkiew rosyjską o „herezję ekumenizmu”. W 1960 otrzymał godność protoprezbitera.
W 1964 w Nowym Jorku udzielił ślubu Michałowi Goleniewskiemu, samozwańcowi podającemu się za uratowanego z egzekucji rodziny carskiej cesarzewicza Aleksego. Twierdził następnie, że nie zdawał sobie sprawę z tego, że Goleniewski był samozwańcem; ślub wywołał w Cerkwi Zagranicznej wielki skandal, a locum tenens urzędu Pierwszego Hierarchy Kościoła biskup Filaret pozbawił go prawa udzielania sakramentu małżeństwa. Mimo to podczas sprawowania urzędu Pierwszego Hierarchy przez Filareta wpływy ks. Grabbego w Cerkwi Zagranicznej jeszcze wzrosły.

### Biskup
W 1967 sprawowane przez niego dotąd stanowisko w Cerkwi zostało zlikwidowane, kancelarią Synodu miał odtąd kierować duchowny będący równocześnie biskupem pomocniczym eparchii wschodnioamerykańskiej – sekretarz Synodu. Mimo to w latach 1976–1977 ks. Grabbe był p.o. sekretarza Synodu, zaś w 1978 objął to stanowisko na stałe. W tym samym roku po naleganiach metropolity Filareta otrzymał nominację biskupią na biskupa Manhattanu, wikariusza eparchii wschodnioamerykańskiej. Ponieważ jego małżonka zmarła rok wcześniej, nie było przeciwwskazań do złożenia przez niego wieczystych ślubów mniszych. Został postrzyżony na mnicha przez metropolitę Filareta w monasterze Trójcy Świętej w Jordanville, przyjmując imię zakonne Grzegorz, 3 maja 1979. Jego chirotonia biskupia odbyła się 12 maja tego samego roku w soborze Ikony Matki Bożej „Znak” w Nowym Jorku, mimo faktu, że przeciwko wyświęceniu ks. Grabbego na biskupa protestowała część hierarchów Kościoła (arcybiskup San Francisco Antoni, arcybiskup Los Angeles Antoni, biskup Syrakuz Ławr, biskup Seattle Nektariusz, biskup Brisbane Konstantyn), jak również duchowni i świeccy. W 1981 został ordynariuszem eparchii waszyngtońskiej. Sekretarzem Synodu pozostawał do wyboru nowego Pierwszego Hierarchy Rosyjskiego Kościoła Prawosławnego poza granicami Rosji metropolity Witalisa. W 1986 został przeniesiony w stan spoczynku. Definitywnie ograniczył swoje zaangażowanie w sprawy Kościoła po tym, gdy jego syn, archimandryta Antoni, został pozbawiony godności za nielegalną sprzedaż majątku cerkiewnego w Izraelu, gdzie kierował misją prawosławną. Grzegorz (Grabbe) osiadł w monasterze w Chavincourt-Provemont, którego przełożoną była jego siostra. Następnie przeniósł się do domu jednej z córek w Elmwood Park.
W końcu lat 80. XX wieku opowiadał się za tworzeniem przez Rosyjski Kościół Prawosławny poza granicami Rosji własnych placówek na terytorium ZSRR, twierdząc, że cerkwie Patriarchatu Moskiewskiego były heretyckie i pozbawione łaski. Zmarł w 1995 i został pochowany na terenie monasteru Nowe Diwiejewo.

### Rodzina
W 1925 ożenił się z W. Jarżembską, z którą miał następnie czworo dzieci. Jego małżonka zmarła w 1977. Jego syn Aleksiej został mnichem, przyjmując imię Antoni. W jurysdykcji Rosyjskiego Kościoła Prawosławnego poza granicami Rosji kierował misją prawosławną w Jerozolimie. W wewnętrznym postępowaniu kanonicznym został uznany za winnego marnotrawienia majątku Kościoła i jego sprzedaży, bez sankcji Synodu, państwu Izrael. Usunięty ze stanu mniszego, odszedł do niekanonicznego Rosyjskiego Autonomicznego Kościoła Prawosławnego.
Jego siostra Nina, po postrzyżynach mniszych Magdalena, w latach 1976–1987 kierowała jako ihumenia monasterem Leśniańskiej Ikony Matki Bożej w Chavincourt-Provemont.